# Krupp
Krupp-familien er et prominent 400 år gammel tysk dynasti fra Essen. De er blevet kendt gennem stålproduktion og produktion af ammunition og våbensystemer. Familienbedriften, som i moderne tid er kendt som Friedrich Krupp AG Hoesch-Krupp, fusionerede med Thyssen AG i 1999 til ThyssenKrupp AG som er et stort industrikonglomerat. Krupp er blevet et sprogligt begreb som henviser til den fremragende stålkvalitet, når man siger Hart wie Kruppstahl (hårdt som Kruppstål)
Selskabet blev grundlagt i 1811 i Essen af Friedrich Krupp. Kendte ledere og indehavere af selskabet var Gustav Krupp von Bohlen und Halbach (1870-1950) og sønnen Alfried Krupp von Bohlen und Halbach (1907-67).
I begyndelsen blev selskabet mest kendt for støberivirksomheden i Ruhrområdet og den tillhørende våbenproduktion  for Tyskland, men også til andre lande, herunder Storbritannien. Under første verdenskrig leverede Krupp til begge de krigsstridende parter. Krupp var den vigtigste våbenfabrik i Tyskland mellem 1860 og 1945. De kom tidlig ind i samarbejdet med Adolf Hitler og nazistene og blev en forudsætning for den tyske oprustning i mellemkrigstiden.  
Under første verdenskrig kaldte de tyske soldater den store kanon med 42 cm kaliber for Tykke Bertha (tysk: Dicke Bertha), efter Gustav Krupps hustru Bertha Krupp von Bohlen und Halbach, mens jernbanekanonerne under anden verdenskrig blev kaldt Gustav efter Gustav Krupp selv.
Efter anden verdenskrig blev der rejst krigsforbrydersag i Nürnbergprocessen mod koncernen med anklager om forbrydelser mod menneskeheden, blandt andet på grund af brugen af slavearbejdere. Gustav Krupp blev anset for at være for dement til at kunne dømmes, mens Alfried Krupp blev dømt til 12 års fængsel. Han blev løsladt efter tre år.